# Echeveria peruviana
Echeveria peruviana là một loài thực vật có hoa trong họ Crassulaceae. Loài này được Meyen miêu tả khoa học đầu tiên năm 1843.